# Telamayu
Telamayu es una localidad boliviana perteneciente al municipio de Atocha, ubicado en la provincia de Sud Chichas del departamento de Potosí. En cuanto a distancia, Telamayu se encuentra a 104 km de la ciudad de Uyuni, a 194 km de la ciudad de Villazón y a 307 km de la ciudad de Potosí, la capital departamental.
Según el último censo boliviano de 2012 realizado por el Instituto Nacional de Estadística de Bolivia (INE), la localidad cuenta con una población de  1.021 habitantes y está situada a 3.681 metros sobre el nivel del mar.

## Demografía

### Población de Telamayu
| Año  | Población | Fuente                  |
| ---- | --------- | ----------------------- |
| 1992 | 1 050     | Censo boliviano de 1992 |
| 2001 | 793       | Censo boliviano de 2001 |
| 2012 | 1 021     | Censo boliviano de 2012 |
| 2019 | 1 164     | Estimaciones            |